# Stazione di Rodda Quadda
La stazione di Rodda Quadda è una stazione ferroviaria situata nel comune di Sassari, lungo la linea tra la città e Sorso.

## Storia
Lo scalo, in origine una fermata, fu costruito alla fine degli anni venti del Novecento dalla Ferrovie Settentrionali Sarde, società che portò avanti la costruzione della Sassari-Sorso all'epoca, e che fu inaugurata il 12 maggio 1930.

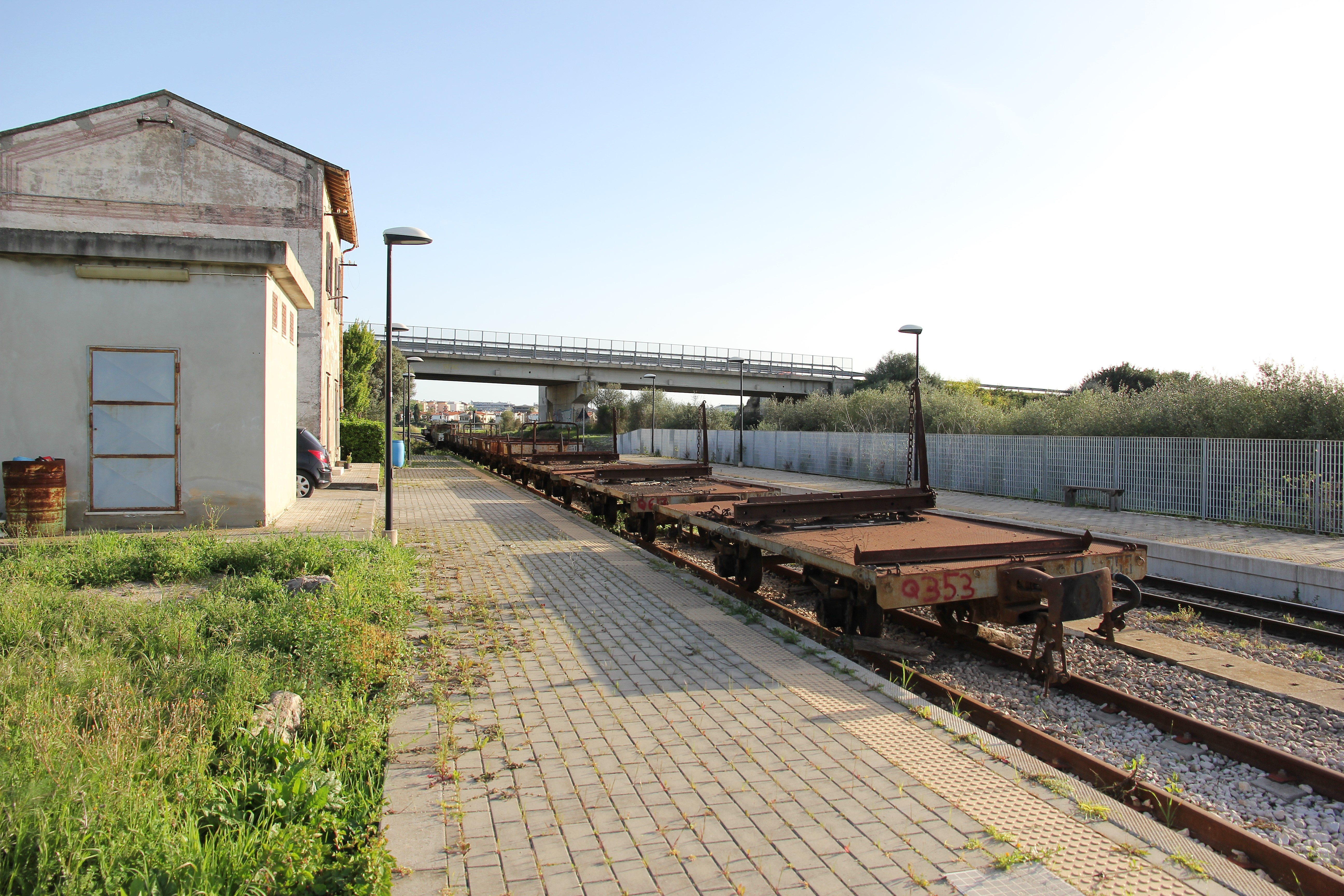
La stazione dopo gli interventi di adeguamento del 2010

Passata alle Strade Ferrate Sarde nel 1933 e da queste alle Ferrovie della Sardegna nel 1989, a metà anni novanta la fermata fu direttamente interessata dai lavori di rettifica della linea che portarono a realizzare una variante immediatamente a nord dello scalo, il quale nell'occasione fu trasformato in stazione con il posizionamento di un binario di incrocio.
Nel 2010 la stazione passò alla gestione ARST; sempre in quegli anni furono portati avanti interventi di miglioramento delle strutture dell'impianto, con la realizzazione in particolare di nuove banchine.

## Strutture e impianti
La stazione è di tipo passante, ed è dotata di due binari (di cui il primo di corsa) a scartamento da 950 mm, serviti da due banchine laterali. Nell'impianto, impresenziato, è inoltre presente un fabbricato viaggiatori (chiuso al pubblico), un edificio a pianta quadrata con sviluppo su due piani (più tetto a falde) e due aperture sul lato binari. Presente inoltre un locale per le ritirate, anch'esso inaccessibile all'utenza.

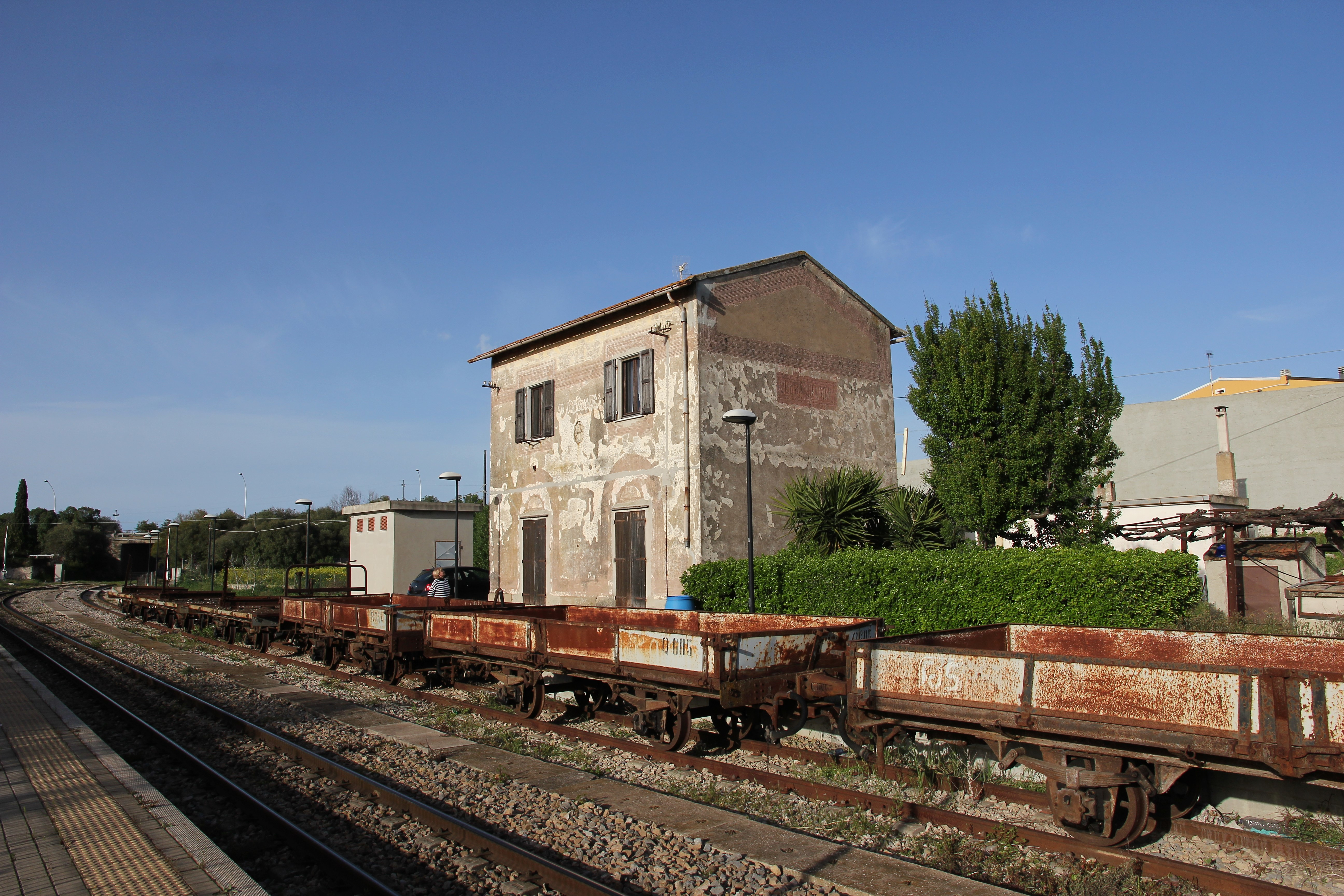
L'interno dell'impianto, con i due binari in primo piano e gli edifici di servizio

## Movimento
L'impianto è servito dai treni dell'ARST impiegati per le relazioni tra Sassari e Sorso, che rappresentano anche le due stazioni principali raggiungibili dallo scalo.

## Servizi
La stazione è dotata di servizi igienici, che tuttavia non sono più a disposizione dell'utenza da quando l'impianto è impresenziato.